# João de Deus Pinheiro

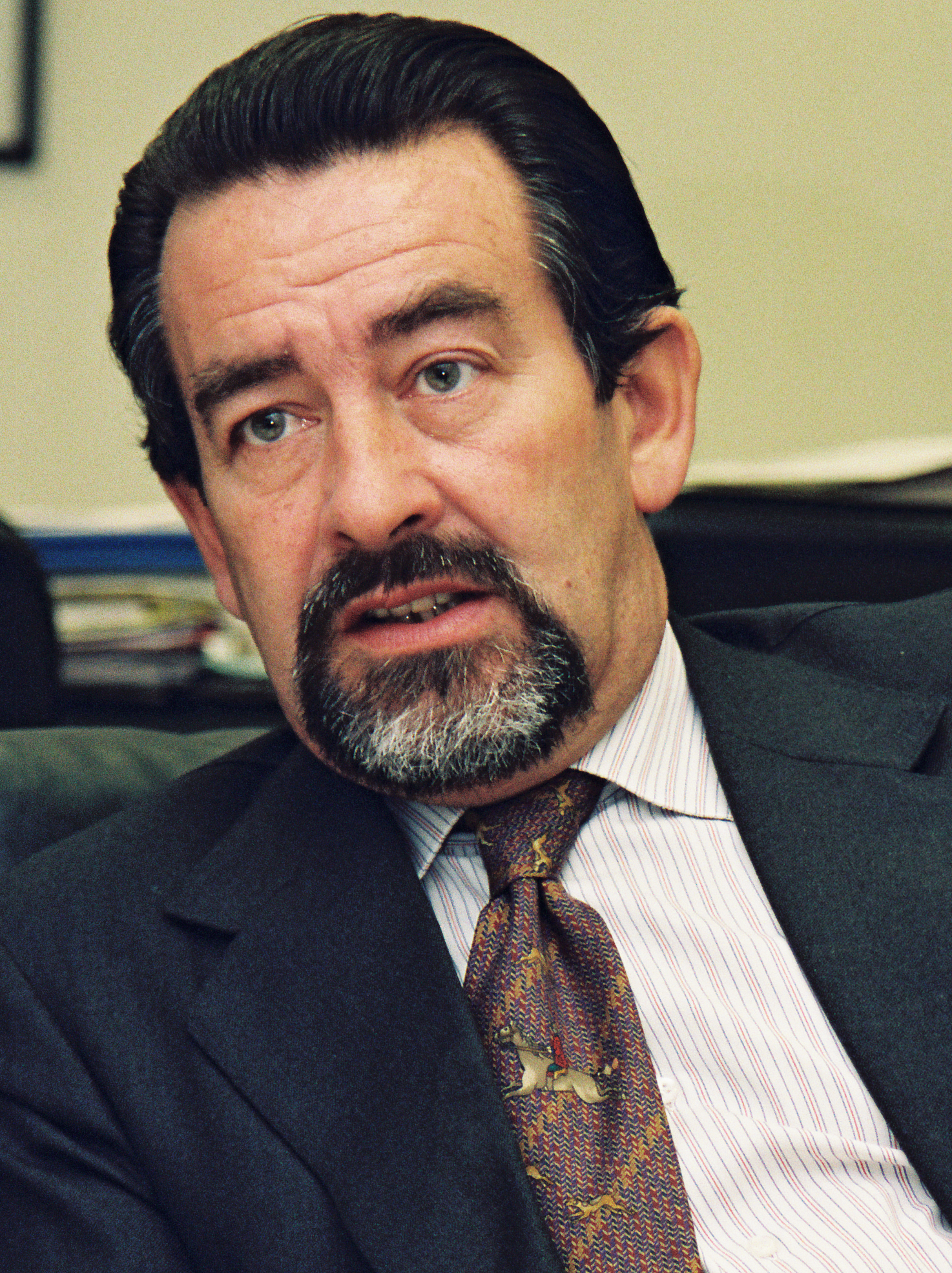
João de Deus Pinheiro, 1997

João de Deus Rogado Salvador Pinheiro (* 11. Juli 1945 in Lissabon) ist ein portugiesischer Politiker (PSD).

## Studium und berufliche Laufbahn
Deus Pinheiro absolvierte 1970 ein Studium des Chemieingenieurwesens an der Technischen Universität Lissabon und promovierte 1976 zum Doctor of Philosophy in Chemical Engineering an der Universität Birmingham. Anschließend erfolgte seine Berufung zum außerordentlichen und beigeordneten Professor für Ingenieurwissenschaften an der Universität Minho. Seit 1979 hat er dort einen Lehrstuhl für Ingenieurwissenschaften. Darüber hinaus war er 1980–81 Präsident der Ingenieurswissenschaftlichen Schule sowie 1981–82 und 1983–84 Vizerektor der Universität Minho und schließlich 1984–85 Rektor, bevor er vollkommen in die politische Laufbahn überwechselte. Ferner war Professor Deus Pinheiro 1981–82 Vizepräsident des Nationalrates für Wissenschaftliche Forschung und Technologie.
1993 verlieh ihm die Universität Birmingham auch einen Doktor honoris causa in Engineering.
Zwischen 2000 und 2005 war er Direktor der portugiesischen Energieholding GALP Energia.

## Politische Laufbahn

### Staatssekretär und Minister
Deus Pinheiro begann seine politische Laufbahn 1982 mit der Berufung zum Staatssekretär im Erziehungsministerium mit besonderer Verantwortung für die Schulverwaltung im Kabinett von Francisco Pinto Balsemão. Dieses Amt übte er bis zum 9. Juni 1983 aus.
1985 wurde er von Premierminister Mário Soares zunächst zum Erziehungsminister berufen. Unter dessen Nachfolger Aníbal Cavaco Silva war er ab dem 6. November 1985 zunächst bis zum 17. August 1987 Minister für Erziehung und Kultur.
Anschließend war er bis 12. November 1992 Außenminister Portugals. Am 7. Juli 1991 war er einer der Unterzeichner des sogenannten Brioni-Abkommens, das den aufkeimenden Krieg in Slowenien beendete. In der Funktion als Außenminister war er zugleich im ersten Halbjahr 1992 Präsident des Rats der Europäischen Union und damit der erste Portugiese in diesem Amt.

### Mitglied der EU-Kommission
1993 bis 1999 war er Mitglied der EU-Kommission unter den damaligen Kommissionspräsidenten Jacques Delors und Jacques Santer. In dieser Zeit war er EU-Kommissar für Afrika, Länder des karibischen Raumes und des Pazifischen Ozeans (AKP-Staaten), Südafrika und das Lomé-Abkommen. Die EU-Kommission trat im März 1999 geschlossen zurück, nachdem gegen mehrere EU-Kommissare wie auch gegen Deus Pinheiro selbst Vorwürfe der Vetternwirtschaft und Begünstigung von Familienangehörigen erhoben wurden.

### Mitglied des Europaparlaments
Deus Pinheiro wurde 2004 für die Partido Social Democrata (PSD) eine Wahlperiode lang zum Mitglied des Europäischen Parlaments gewählt. Dort war er Vizepräsident der Gruppe der Europäischen Volksparteien und Europäischen Demokraten (EPP-ED). Darüber hinaus war er Mitglied des Auswärtigen Ausschusses sowie Stellvertretendes Mitglied des Ausschusses für Industrie, Forschung und Energie.

## Veröffentlichungen
- Melo, L./ Pinheiro, João de Deus: Particle Transport in Fouling Caused by Kaolin-water Suspensions on Copper Tubes. Can. J. Chem. Eng. 66, 36–41, 1988.
- Melo, L./ Pinheiro, João de Deus: Fouling by Aqueous Suspensions of Kaolin and Magnetite – Hydrodynamic and Surface Phenomena Effects. Fouling Science and Technology, (L. Melo, T.R. Bott, C. Bernardo, Eds.), Kluwer: Dordrecht, 173–189, 1988
- Melo, L./ Pinheiro, João de Deus: Particulate Fouling in Boiling Water Systems. Two-Phase Flow Heat Exchangers: Thermal-Hydraulic Fundamentals and Design, (S. Kakaç, A. Bergles, E.O. Fernandes, Eds.), Kluwer: Dordrecht, 461–469, 1988

## Biographische Quellen und Hintergrundinformationen
- Biographie auf seiner Homepage
- Biographie auf der Homepage der EPD-ED
- Biographie auf der Homepage der Universität von Minho
- „Geschlossener Rücktritt der Europäischen Kommission“, Artikel auf der World-Socialist-Webpräsenz vom 17. März 1999
- João de Deus Pinheiro in der Abgeordnetendatenbank des Europäischen Parlaments

| Personendaten    | Personendaten                         |
| ---------------- | ------------------------------------- |
| NAME             | Pinheiro, João de Deus                |
| KURZBESCHREIBUNG | portugiesischer Politiker (PSD), MdEP |
| GEBURTSDATUM     | 11. Juli 1945                         |
| GEBURTSORT       | Lissabon                              |